# Aeroportul Bingöl
Aeroportul Bingöl (IATA: BGG, ICAO: LTCU) este un aeroport din Provincia Bingöl, Turcia ce deservește zona Bingöl. Aeroportul a fost tranzitat în 2022 de 143.223 de pasageri. A fost numit după zona deservită.
Situat la o altitudine de 1.063 m, aeroportul dispune de o singură pistă.